# Transmed
Il Trans Mediterranean Pipeline - Transmed, conosciuto anche come gasdotto Enrico Mattei, è un gasdotto che collega Algeria e Italia passando per la Tunisia.

## Operatori
La proprietà del gasdotto è di Sotugat nella parte tunisina, di Sonatrach nella parte algerina, di TMPC Ltd (jv Eni-Sonatrach) nella sezione sottomarina, di Snam Rete Gas in quella italiana.
La commercializzazione del gas sulla rete Sotugat è operata da TTPC (100% Eni), sulla rete algerina i diritti sono di Sonatrach, sulla rete TMPC il compito è affidato a Transmed S.p.A., joint-venture paritetica controllata da Eni e Sonatrach (compagnia petrolifera di stato algerina), su quella italiana.
La manutenzione e la gestione tecnica sul tratto tunisino è operata da Sergaz (jv Eni-Stato tunisino).

## Sviluppo e capacità
La prima linea del gasdotto, capace di trasportare 12,3 miliardi di metri cubi di gas all'anno, fu costruita fra il 1978 e il 1983, dopo che l'Eni aveva concluso un contratto per la fornitura di gas algerino della durata di 25 anni con Sonatrach. La sua capacità è stata poi accresciuta a 24 miliardi di metri cubi annui grazie al completamento, nel 1997, della seconda linea. Un'ulteriore espansione di 3,2 miliardi di metri cubi annui è avvenuta nel corso del 2008, ed un'altra, di 3,3 miliardi di metri cubi annui, è avvenuta nel 2012.

## Tracciato e caratteristiche tecniche
Il gasdotto parte dal campo di Hassi R'Mel, in pieno deserto algerino, e percorre 550 km fino al confine tunisino. In Tunisia il gasdotto continua per 370 km fino a El Haouaria, nella penisola di Capo Bon, per poi inabissarsi nel Mar Mediterraneo sino a raggiungere le coste siciliane presso Mazara del Vallo. Da qui risale l'Italia per 1.055 km e arriva al punto di approdo finale di Minerbio. Complessivamente è lungo più di 2.200 km, di cui 380 km offshore nel Canale di Sicilia.

## Altri gasdotti del Mar Mediterraneo
- Galsi
- Greenstream
- Gasdotto Trans-Adriatico (TAP)
- Interconnettore Grecia-Italia
- Trans Austria Gas Pipeline